# Roberto Rodrigues (piłkarz)
Roberto Rodrigues Passos (ur. 12 marca 1939 w Rio de Janeiro) – piłkarz brazylijski, występujący na pozycji napastnika.

## Kariera klubowa
Roberto Rodrigues występował we CR Flamengo.

## Kariera reprezentacyjna
W 1959 roku Roberto Rodrigues uczestniczył w Igrzyskach Panamerykańskich, na których Brazylia zajęła drugie miejsce. Rodrigues na turnieju w Chicago wystąpił we wszystkich sześciu meczach z Kostaryką (bramka), Kubą  (bramka), Stanami Zjednoczonymi (bramka), Haiti (bramka), Meksykiem i Argentyną.